# ОФК Касиндо
Омаладински Фудбалски клуб Касиндо је фудбалски клуб из насеља Касиндо у Источном Сарајеву који се такмичи у оквиру Регионалне лиге Републике Српске група Југ. Клуб је основан 1993. године у Касиндолу.

## Историја
Клуб је основан 1993. у насељу Касиндо, Општини Српска Илиџа, Српско Сарајево. Након пар сезона клуб престаје са радом, а 2008. године рад клуба се обнавља. Тренутни предсједник клуба је Далибор Трапара, а генерални секретар Михајло Шкрба. Због недостатка новчаних средстава ОФК Касиндо не игра на свом стадиону који је за вријеме које је клуб био неактиван пропао. Утакмице играју на стадионима ФК Славије и ФК Фамос Војковићи.